# Popova Aleszja
Popova Aleszja (Kijev, 1974. július 20. –) Kossuth- és Harangozó Gyula-díjas magyar balettművész, érdemes művész, a Magyar Állami Operaház első magántáncosa, a Halhatatlanok Társulatának örökös tagja.

## Életpályája
Kijevben született, édesanyja magyar, édesapja ukrán. 1984 óta él Magyarországon. 1993-ban szerződött az Operaházhoz, melynek 1997-től magántáncosa, 2002-től pedig vezető magántáncosa lett. Számos országban vendégszerepelt (Finnország, Svédország, Bulgária, Törökország, Oroszország, Olaszország, Franciaország, Dél-Korea, Kína, Németország, Kanada, Chile, Lengyelország).
Tanulmányait Győrben kezdte, Markó Iván és Ludmilla Cserkaszova irányításával. A Győri Balett produkcióiban már gyermekkorában is többször fellépett. 1989-től a Magyar Táncművészeti Főiskolán folytatta tanulmányait, ahol 1993-ban szerzett diplomát. 2003-ban elvégezte a Magyar Táncművészeti Főiskola balett-pedagógus szakát is. 2008-ban a Testnevelési Egyetem egészségtan szakán diplomázott.

## Színpadi szerepei
| - Seregi László–Dohnányi Ernő: Változatok egy gyermekdalra (1993) - Seregi–Bartók Béla: A fából faragott királyfi....Királykisasszony (1993) - Seregi–Goldmark Károly: A makrancos Kata....Kata (1994) - Petipa–Ivanov–Pjotr Iljics Csajkovszkij: A diótörő....Mária hercegnő (1994) - Pártay–Franz Schubert: A velencei mór....Bianca, Emília (1994) - Róna–Csajkovszkij: Csipkerózsika....Csipkerózsika, Orgona tündér (1994,1995) - Valois–Bliss: Sakk-matt....Fekete királynő (1995) - Balanchine–Csajkovszkij: Szerenád (1995) - MacMillan–Sosztakovics: Concerto (1995) - Vámos–Csajkovszkij: A hattyúk tava....Odette–Odília (1995) - Pártay–Csajkovszkij: Anna Karenina....Kitty (1995) - Seregi–Delibes: Sylvia....Sylvia (1996) - Lavrovszkij–Adam: Giselle....Giselle (1996) - Petipa–Minkusz: Don Quijote....Kitri (1997) - Harangozó–Delibes: Coppélia....Swanilda (1997) - Harangozó–Strauss: Térzene....Primadonna (1999) - Seregi–Szergej Szergejevics Prokofjev: Rómeó és Júlia....Júlia (2000) | - Forsythe–Willems: Középre kissé megemelve (2000) - Barbay–Kocsák: Az ember tragédiája....Lucifer hasonmása (2000) - Egerházi–Funk–Voughen–Cage–Bach: Beszélő testek (2000) - Seregi–Hacsaturján: Spartacus....Claudia (2000) - Egerházi–Liszt–Dohnányi: Súlyos suhanások (2002) - Petipa–Ivanov–Harangozó–Csajkovszkij: A hattyúk tava....Odette–Odília (2002) - Cranko–Csajkovszkij: Anyegin....Tatjana (2002) - Egerházi–Bartók: A csodálatos mandarin....A lány (2005) - Liszt Ferenc–McMillan: Mayerling....Vetsera Mária - Dvorak–Pártay: Elfújta a szél....Sarlett O'Hara (2007) - Minkus–Petipa–Muchamedov: A bajadér....Níkia - Balanchine est - Concerto Barocco (2009) - Balanchine est - Szerenád (2009) - Bolero / Deja vu / Carmen - Sergey Rachmaninov–Mogyeszt Muszorgszkij–Richard Wagner: Karamazov testvérek....Katyerina (2009) - A Magyar Nemzeti Balett színei - a klasszikustól a modernig (2009) - Max Richter: A napfény természete (2010) - Világsztárok balett-gála |

## Versenyeredményei
- Lausanne, aranyérem (1990)
- Várna, döntős (1990)
- Helsinki, döntős, különdíjas (1991)
- Kapri, bronz érem (1992)
- Nurejev verseny, Budapest, ezüstérem (1994)

## Díjai
- Philip Morris Magyar Balett-díj (1991)
- Vécsei Elvira vándorserleg (1992)
- Tériné Horváth Margit-I. díj (1992)
- Keresztes Mária-díj (1993)
- Philip Morris (virág díj, 1994)
- Imre Zoltán-díj (1994)
- Albert Gaubiert Díj, a legjobb külföldi táncosnak (Dánia, 1994)
- Harangozó Gyula-díj (1997)
- Legjobb női szólista díja (Győr, 1998)
- Europas díj (1999)
- Nívódíj (az 1999/2000-es évad legjobb táncosnője, 2000)
- Érdemes művész (2003)
- Kossuth-díj (2004)
- Osváth Júlia-díj (2010)
- Örökös tag a Halhatatlanok Társulatában (2013)
- Prima díj (2022)[1]

## Családja
Első házasságából született lánya, Thalia 2005-ben. Második férje Vlagyimir Arhangelszkij balettművész, egy közös kislányuk van.

## Külső hivatkozások
- Interjú Popova Aleszjával
- Popova Aleszja kapja az Osváth Júlia-díjat